# Нильссон, Хенрик (хоккеист)
Хенрик Нильссон (швед. Henrik Nilsson; 5 мая 1991, Стокгольм, Швеция) — шведский и венгерский хоккеист, защитник.

## Карьера
Воспитанник клуба АИК, в котором он и начинал свою взрослую карьеру. В его составе защитник дебютировал Элитсерии. Позднее выступал за «Карлскруну», «Оскарсхамн» и за другие шведские команды. Сезон 2018/19 провел в финском «Пеликансе».
С 2021 по 2024 год Нильссон защищал цвета венгерского клуба «Фехервар АВ19» за три сезона ему удалось получить гражданство этой страны. Защитник стал вызываться в ряды сборной Венгрии. В 2025 году он вошел в заявку национальной команды для участия в элитном дивизионе Чемпионата мира в Дании.

## Достижения
- Победитель Первого дивизиона чемпионата мира по хоккею с шайбой (1): 2024.